# Hundige
Hundige (tidligere også Hundie) er en sydvestlig bydel i Storkøbenhavn på Østsjælland lige nedenfor Region Hovedstaden og grænser op til regionen. Geografisk ligger Hundige i den sydlige del af Vestegnen syd for Ishøj. Bydelen er i Region Sjælland og en del af Greve Kommune og udgør den folkerigeste del af Hundige-Kildebrønde Sogn. "Hundige" var før byudviklingen i 1960'erne en lille landsby. I dag er Hundige blevet meget moderniseret med både Mcdonald's, Bilka, Humac, De Nordiske Film Biografer og en masse andre butikker. 
Siden er markerne omkring landsbyen udstykket: I 1960'erne blev området vest og sydvest for landsbyen bebygget med parcelhuse, og syd for landsbyen åbnede Hundige StorCenter i 1974 (i dag Waves) omgivet af almennyttige lejligheder bygget sidst i 1960'erne og især op gennem 1970'erne. I 1976 blev S-toget langs Køge Bugt forlænget fra Vallensbæk til Hundige, hvor Hundige Station fik plads tæt ved storcenteret, og samme år blev bydelens egen kirke, Hundige Kirke indviet.